# Góra Kalwaria
Góra Kalwaria este un oraș în Polonia.

## Istoric
Orașul, atestat documentar din secolul al XIII-lea, s-a numit inițial Góra. În secolul al XIX-lea a devenit centrul mișcării hasidice Gur.